# Les Esforcades
Les Esforcades és una partida rural del terme municipal de Conca de Dalt, a l'antic terme de Toralla i Serradell, al Pallars Jussà, en territori del poble de Torallola.
Està situada al costat de ponent de Torallola, a l'esquerra del barranc de Santa Cecília. És just al nord de l'Era i a migdia de Perico.